# Аббатство Боббио
Абба́тство Свято́го Колумба́на (итал. abbazia di San Colombano) — монастырь, основанный в 614 году святым Колумбаном на землях, выделенных обращённым им в католичество лангобардским королём Агилульфом. После смерти Колумбана в 615 году начатое им дело католизации Ломбардии продолжили его преемники — святой Аттала (ум. 627) и святой Бертульф (ум. 640). Вокруг обители вырос современный город Боббио.
В средневековье при монастыре действовал скрипторий, вдохновивший Умберто Эко на создание романа «Имя розы». В конце X века, когда в Боббио настоятельствовал учёный монах Герберт Аврилакский, в монастырской библиотеке насчитывалось порядка 700 рукописей. Каталог книжного собрания Боббио опубликовал в XVIII веке Лудовико Антонио Муратори. Библиотека просуществовала до начала XVII века, когда наиболее ценные рукописи (гиберно-саксонские) были перевезены из Боббио в новую библиотеку Милана — Амброзианскую.
В годы наполеоновского правления Италией аббатство в Боббио было закрыто (1803). Основная масса сохранившихся построек относится к эпохе Ренессанса. Базилика св. Колумбана строилась в 1456—1530 годах на месте романского здания VIII века, от которого уцелели апсида и основание колокольни. Написанный для базилики полиптих Луини и другие художественные сокровища выставлены в музее аббатства.